# Dendrophyllia indica
Espèce
Statut CITES
Dendrophyllia indica est une espèce de coraux appartenant à la famille des Dendrophylliidae.